# Standart (tidskrift)
För den ryska tsaren jakt Standart, se Standart (yacht)
Standart är en dansk litteraturtidskrift, som utges sedan 1987. Den ges ut i Århus av Center for Verdenslitterære Studier ved Aarhus Universitet och Aarhus Stiftstidendes Fond.
Standart fick 2012 utmärkelsen Årets kulturtidskrift i Norden.